# StarStruck - Colpita da una stella (film)
Starstruck - Colpita da una stella (Starstruck) è un film per la televisione del 2010 con protagonisti Sterling Knight e Danielle Campbell. Il film è stato interamente girato a Los Angeles.

## Trama
Christopher Wilde è una famosa pop star e idolo dei teenager, la cui musica è un grande successo in tutto il mondo. Sara Olson, di Kalamazoo in Michigan, è una fan ossessionata da Christopher, che, in viaggio verso la California per andare a trovare la nonna vedova, cerca in tutti i modi di incontrarlo, costringendo persino sua sorella Jessica ad accompagnarla in discoteca dove Christopher dovrebbe fare un'esibizione.
Jessica rimane in macchina ma stanca di aspettare cerca di raggiungere la sorella, quando viene colpita da una porta spinta da Christopher Wilde. Desideroso di evitare di essere catturati dai paparazzi, Christopher porta Jessica in un ospedale per farla esaminare, quindi la porta a casa sua in modo che possa fare la sua apparizione per il regista (Hero). Poi la porta a casa, e lei gli permette di restare nel garage di sua nonna per la notte, quando viene a sapere che i paparazzi lo hanno seguito.
Il giorno dopo Sara porta Jessica a Malibù, nella speranza di imbattersi in Christopher. Sara va a sedersi sulla spiaggia, ma Jessica riconosce il travestimento di Christopher e si siede con lui. I due sono costretti a lasciare rapidamente la spiaggia quando i paparazzi arrivano, e Christopher mostra a Jessica Los Angeles (Something About The Sunshine). Durante il tentativo di tornare a Malibù, sono di nuovo avvistati dai paparazzi. Riescono a sfuggire loro percorrendo strade secondarie. La macchina della nonna di Jessica affonda in uno stagno di sabbie mobili di fango.
Finalmente ritrovano la strada per tornare indietro, e Christopher confida che è stato bene in sua compagnia perché lei in realtà non lo sfrutta ed è sincera, e anche lei si è divertita. Quando ritornano alla spiaggia, si stanno per baciare, ma dato che lui inizia a mimetizzarsi per non farsi vedere con lei, si accende una forte discussione per le differenze tra le loro vite: Jessica lo accusa di non fare scelte, di essere arrogante. Christopher le fa promettere di non rivelare a nessuno della giornata passata insieme a causa dei paparazzi che rovinano sempre tutto.
Affranta ed arrabbiata, Jessica torna a casa a Kalamazoo con la sua famiglia, ma non prima che i paparazzi stabiliscano un collegamento tra lei e Christopher. Tornata a Kalamazoo, Jessica vede Christopher raccontare ad un talk show che non l'ha mai incontrata e non la conosce. Jessica arrabbiata per il modo in cui i paparazzi hanno costretto Christopher a mentire e nascondersi dal mondo reale, si confronta con i paparazzi accampati fuori della sua casa, e dice loro che lo hanno distrutto e che lei non ha mai conosciuto "il Christopher che dicono che era".
Il migliore amico di Christopher, Stubby, mentre guardano in tv l'intervista, convince Christopher a fare le proprie scelte. Alexis scopre che Christopher è stato con qualcuno non famoso, e rompe con lui. Christopher si rende conto di essere libero di cercare Jessica. Christopher poi dice al regista di rinunciare al film e licenzia i suoi genitori come suoi manager, a lui bastano due genitori che siano tali.
Sara convince sua sorella ad andare al ballo con lei. Jessica alla fine accetta, e Sara la aiuta a prepararsi. Al ballo, Christopher fa la sua apparizione esibendosi sul palco per lei e chiedendo scusa a Jessica, attraverso una canzone. Lei però vuole di più e quando i paparazzi appaiono al ballo, Christopher li sfrutta per far sapere che lui ha mentito ed è pazzo di Jessica. Lei sorride e accetta le sue scuse, e lui diventa il suo ragazzo.

## Personaggi
- Christopher Wilde: È un giovane pop star adorato dai teeneger. Vive nella fama e proprio per questo non ha un minuto della sua vita da trascorrere in tranquillità poiché i paparazzi lo tormentano. Si innamora di Jessica ma solo alla fine del film riuscirà a dichiararsi con una canzone.
- Jessica Olson: È una giovane ragazza qualunque. Non è fan di Christopher difatti inizialmente non pensa cosa possa avere di speciale Christopher. Avrà modo però di conoscere il vero lui e se ne innamorerà.
- Sarah Olson: È la sorella maggiore di Jessica. È una grande fan di Christopher e farebbe qualsiasi cosa per incontrarlo.

## Colonna sonora

### Tracce
Una delle canzoni soliste è interpretata dalla giovane cantante Anna Margaret.
1. Starstruck (Christopher Wilde)
2. Shades (Christopher Wilde featuring Stubby)
3. Hero (Christopher Wilde)
4. Something About the Sunshine (Sterling Knight & Anna Margaret)
5. What You Mean to Me (Christopher Wilde)
6. Party Up (Stubby)
7. Got to Believe (Christopher Wilde)
8. Hero (Acoustic) (Christopher Wilde)
9. Something About the Sunshine (Solo) (Anna Margaret)
10. New Boyfriend (Anna Margaret)
11. Welcome to Hollywood (Mitchel Musso)
12. Make a Movie (Jasmine Sagginario)

### Classifiche
| Classifica (2010)          | Posizione più alta |
| -------------------------- | ------------------ |
| Mexican Top Albums Chart   | 25                 |
| Spain Top Albums Chart     | 79                 |
| Greek Top Albums Chart     | 23                 |
| Polish Top Albums Chart    | 49                 |
| U.S. Billboard 200         | 23                 |
| U.S. Kid Albums            | 1                  |
| U.S. Top Soundtracks       | 3                  |
| U.S. Top Digital Albums    | 6                  |
| UK Soundtrack Albums Chart | 1                  |

### Classifiche dei singoli
| Anno | Titolo                         | Posizioni più alte | Posizioni più alte | Posizioni più alte | Posizioni più alte |
| Anno | Titolo                         | US Hot             | US Digital         | US Heat seekers    | CAN Hot            |
| ---- | ------------------------------ | ------------------ | ------------------ | ------------------ | ------------------ |
| 2010 | "Starstruck"                   | 77                 | 43                 | 3                  | —                  |
| 2010 | "Party Up"                     | 123                | —                  | 20                 | —                  |
| 2010 | "Something About the Sunshine" | 81                 | 46                 | 5                  | 95                 |
| 2010 | "Hero"                         | 57                 | 29                 | 1                  | —                  |